# Alfred Kronig
Alfred Kronig (* 8. November 1928; † 28. April 2020 in Zermatt) war ein Schweizer Skilangläufer.

## Werdegang
Kronig, der für den SC Zermatt startete und zunächst als Landwirt tätig war, wuchs mit sieben Brüdern auf, darunter Viktor Kronig, der ebenfalls im Skilanglauf aktiv war. Er bestritt meist Patrouillenläufe und trat national im Skilanglauf erstmals bei den Schweizer Skimeisterschaften 1951 in Erscheinung, wo er Schweizer Meister im 18-km-Lauf wurde. In der Saison 1951/52 gewann er in Stoos das nationale Ausscheidungsrennen für die Olympischen Winterspiele und wurde in Saas-Fee Walliser Meister über 17,5 km Zudem errang er bei den Schweizer Meisterschaften 1952 in Le Brassus den zweiten Platz über 18 km und belegte beim Saisonhöhepunkt, den Olympischen Winterspielen 1952 in Oslo, den 30. Platz im 18-km-Lauf sowie zusammen mit Fritz Kocher, Walter Lötscher und Alfons Supersaxo den neunten Platz in der Staffel. In den folgenden Jahren nahm er nur an wenigen Rennen im Skilanglauf teil und lief bei den Schweizer Meisterschaften 1955 auf den fünften Platz über 15 km. In seiner letzten Saison 1955/56 belegte er den 21. Platz beim internationalen Rennen in Le Brassus und den achten Rang über 15 km in Morez Zudem kam er bei den Olympischen Winterspielen 1956 in Cortina d’Ampezzo auf den 24. Platz über 50 km und bei den Militär-Skiweltmeisterschaften in Oslo auf den zweiten Rang. Nach seiner Karriere als Sportler betrieb er in Zermatt ein Einzelhandelsgeschäft für Edelsteine und Mineralien.